# Marcel Hansenne
Marcel Fernand Hansenne (ur. 24 stycznia 1917 w Paryżu, zm. 22 marca 2002 w Fourqueux) – francuski lekkoatleta (średniodystansowiec), medalista olimpijski z 1948 i wicemistrz Europy z 1950, później dziennikarz sportowy.
Zdobył brązowy medal w biegu na 800 metrów na mistrzostwach Europy w 1946 w Oslo za Rune Gustafssonem ze Szwecji i Nielsem Holst-Sørensenem z Danii.
Na igrzyskach olimpijskich w 1948 w Londynie również wywalczył brązowy medal na tym dystansie, za Amerykaninem Malem Whitfieldem i Jamajczykiem Arthurem Wintem. W biegu na 1500 metrów zajął 11. miejsce. Krótko później, 27 sierpnia 1948 w Göteborgu wyrównał wynikiem 2:21,4 należący do Rune Gustafssona rekord świata w biegu na 1000 metrów.
Na mistrzostwach Europy w 1950 w Brukseli Hansenne zdobył srebrny medal w biegu na 800 metrów za Johnem Parlettem z Wielkiej Brytanii, a przed innym Brytyjczykiem Rogerem Bannisterem.
Oprócz wyrównania rekordu świata na 1000 metrów Hansenne był również czterokrotnym rekordzistą Francji w biegu na 800 metrów do wyniku 1:48,3 (26 czerwca 1948 w Paryżu) i trzykrotnym na 1500 metrów, do wyniku 3;47,4 (2 czerwca 1949 w Paryżu). Dwanaście razy był mistrzem Francji: w biegu na 800 metrów w latach 1939, 1941–1945, 1947, 1948 i 1950 oraz w biegu na 1500 metrów w latach 1943, 1945 i 1946. Był również brązowym medalistą w biegu na 1500 metrów w 1937. 
Po zakończeniu kariery zawodniczej Hansenne pracował przez wiele lat jako dziennikarz sportowy. Był m.in. redaktorem L’Équipe.
Zmarł 22 marca 2002 po długiej chorobie.